# Smiljana Škugor Hrnčević
Smiljana Škugor Hrnčević (Šibenik, 1962.), hrvatska je novinarka. Po struci je diplomirana politologica. 

## Životopis
Rodila se je u Šibeniku 1962. godine. Studirala je politologiju. Kao novinarka radila je u Vjesniku i Večernjem listu. Studenoga 1990. godine zaposlila se je u novoosnovanoj hrvatskoj novinskoj agenciji Hini. U Hini je prošla sve razine, od novinarke sve do urednice Unutarnje politike. 2006. godine bila je među kandidatima za šeficu Hine, Odlukom Upravnog vijeća imenovana je za ravnateljicu uz mandat od četiri godine. Mandat joj je tekao od 1. siječnja 2007. Dobila je izvanredni otkaz u Hini zbog toga što je tekst o dugu supruge bivšeg SDP-ova ministra rada i mirovinskog sustava Miranda Mrsića proslijedila jednoj političkoj stranci.
Od 2019. tajnica je HNiP-a.

## Nagrade i priznanja
Odlikovana je Redom Danice hrvatske s likom Antuna Radića (1995.).